# 王敏德
王敏德（英語：Michael Fitzgerald Wong；1965年4月16日—），香港演員，出生於美國特洛伊，為中法、荷蘭混血兒。于电影作品中经常飾演外籍警官角色，其形象頗為深入民心。

## 簡歷
王敏德出生於美國特洛伊，父親是華人，母親為法荷混血的美國演員。1983年首次到香港，隨其兄長王盛德（又名王慎德）拍攝新藝城開拍的電影，王敏德在電影中客串扮演武師一角，從此對電影產生興趣，並且在曾志偉執導的電影最佳拍檔中擔任許冠傑的替身。
王敏德因身形健梧，於電影中多為動作演員，常以彪形大漢的形象演出，最擅長飾演警察。曾經參與《痴心的我》、《飛虎雄心》、《皇家戰士》及《花旗少林》等電影的演出，當中以《飛虎雄心》內飾演香港警務處特別任務連教官Stone Wong一角令人印象深刻，並且豎立其特種警察形象；他亦憑此角色被選為「香港十大理想銀幕警察」之一。
1996年，王敏德更憑藉電影《飛虎》角逐第16屆香港電影金像獎以及第33屆金馬獎最佳男主角提名。
2000年，王敏德成立了電影製作公司，自行投資攝影工作，並且自導自演文藝動作電影《里情》，女主角為葉童。
王敏德在知名度大增後，曾經參與演出兩部由無綫電視製作的重頭電視劇──《創世紀》和《歲月風雲》。
除於電影演出外，王敏德喜愛駕駛私人飛機及直升機，於1998年在加拿大開始進行直升機訓練，考獲私人直升機師牌照，2000年再去美國考獲商業機師牌照，經過十年的訓練、實習，終於2010年正式成為執業機師。
另外現時他為香港航空青年團的榮譽長官，官階為上尉。
做了「明星機師」後，王敏德正式接載遊客觀光，前陣子，荷里活巨星「鷹眼」謝洛美維納 （Jeremy Renner）來港觀光，就由王敏德載他乘直升機，欣賞香港美景。
王敏德乾脆正式加入直升機服務公司成為一名航線機師，將他的航空志向融入日常生活，寓興趣於工作，非常快樂。
直升機公司，利用王敏德這「明星機師」設計了一個獨一無二的「王敏德與您遨遊之旅」，客人可乘坐由王敏德親自駕駛的直升機，在空中欣賞香港的著名景點，近距離與王敏德見面，及獲贈一張王敏德親筆簽名照片以及紀念品。
但套餐價一點不便宜，由港幣九千至二萬多元不等，視乎時間長短而定。
此外他亦參與過音樂活動，早於1990年代初，他已經在泰國推出唱片，近年則與不同樂手朋友合作推出歌曲，也曾推出全爵士唱片，2015年，他加入太陽娛樂音樂，推出唱片Airways of Love。
王敏德1992年5月8日與著名模特兒馬詩慧結婚，育有兩女一子；大女兒王曼喜、二女王麗嘉 (Irisa)和兒子王躍穎。
2017年9月，王敏德及兒子王躍穎受法國著名品牌愛馬仕在港舉行秋冬男裝秀邀得一眾藝人名人出席，並擔任男模上台走秀，表現從容淡定，父子更在天橋上玩互相敬禮耍帥。。
2020年9月，長女王曼喜於社交平台上宣佈與女友訂婚
。

## 作品

### 導演
- 2000年 《里情》 Miles Apart

### 編劇
- 2000年 《賤男特警》 Guys and a Cop

### 電影
- 1985年 《飛虎奇兵》 City Hero
- 1986年 《皇家戰士》 In The Line of Duty
- 1986年 《痴心的我》（台譯：我已成年） Devoted To You
- 1986年 《龍在江湖》 Legacy of Rage
- 1987年 《神奇兩女俠》（台譯：胭脂雙響炮） Wonder Women
- 1988年 《情義心》 Fury
- 1989年 《皇家師姐IV直擊証人》（台譯：直擊証人） In The Line of Duty 4
- 1989年 《大男人小傳》 Big Man Little Affair
- 1989年 《單身貴族》 The Nobles
- 1990年 《望夫成龍》 Love is Love（客串）
- 1991年 《冷面狙擊手》 Tiger Cage 3
- 1992年 《白玫瑰》（台譯：藍色情人） Rose（客串）
- 1993年 《危情》（台譯：親密愛人） Fatal Love 飾 羅福田
- 1993年 《城市獵人》 City Hunter（客串-中村）
- 1993年 《擋不住的瘋情》 Don't Stop My Crazy Love for You 飾 charile
- 1993年 《新難兄難弟》 He Ain't Heavy, He's My Father
- 1994年 《珠光寶氣》 Whatever You Want
- 1994年 《戀愛的天空》（台譯：四個好色的女人） Modern Romance
- 1994年 《飛虎雄心》 The Final Option 飾 大石
- 1994年 《新英雄本色》 Return To A Better Tomorrow
- 1994年 《無盡的愛 》
- 1994年 《錦繡前程》 Long and Winding Road
- 1995年 《狼吻夜惊魂》（台譯：惡夜狼魔） Midnight Caller
- 1995年 《不道德的禮物》（台譯：桃色禮物） I'm Your Birthday Cake
- 1995年 《追女仔95之綺夢》 Romantic Dream 飾 高坤
- 1995年 《狂野生死戀》 A Touch of Evil
- 1995年 《月黑風高》The Case of The Cold Fish
- 1995年 《霹靂火》 Thunderbolt 飾 Steve Cannon
- 1995年 《蜘蛛女》 Spider Woman
- 1996年 《運財至叻星》（台譯：運財智多星） Twinkle Twinkle Lucky Star 〔飾-麥可&城城〕
- 1996年 《國產雪蛤威龍》 Combo Cops
- 1996年 《三個受傷的警察》 The Log
- 1996年 《古惑夕陽紅》
- 1996年 《天涯海角》（台譯：金城武之天涯海角）  Lost and Found
- 1996年 《飛虎》 First Option
- 1997年 《完全結婚手冊》 The Wedding Days
- 1997年 《至激殺人犯》 Mad Stylist
- 1997年 《G4特工》（台譯：Ｇ４鐵衣衛） Option Zero
- 1997年 《豪情蓋天》（台譯：作案專家） Theft Under The Sun
- 1998年 《豹妹》 Her Name is Cat
- 1998年 《野獸刑警》 Beast Cop 飾 Mike
- 1998年 《渾身是膽》 Enter the Eagles
- 1998年 《迎頭痛擊》 Knock Off
- 1999年 《陰魂不散》 Immortal Spirit 飾 Mike
- 1999年 《鬼片王之再現凶榜》 Ximp 飾 何sir
- 1999年 《灣仔12妹》 Wan Chai Empress（客串） 飾 飛虎隊隊長
- 2000年 《行規》 The Blood Rules
- 2000年 《黑血》 Black Blood
- 2000年 《里情》 Miles Apart 飾 Miles Ma
- 2000年 《無法無天》 A Game Of No Rule 飾 麥sir/Vodka
- 2000年 《天地無容》 Life 飾 王sir
- 2000年 《賤男特警》 Guys and a Cop 飾 Micheal
- 2000年 《賊公子》 Super Car Criminals 飾 Michael
- 2000年 《暴力刑警》 Violent Cop 飾 Cuba Koo
- 2001年 《人頭豆腐湯》 There Is a Secret In My Soup 飾 警官
- 2001年 《冷靜與熱情之間》
- 2001年 《殺夫遊戲》 Could You Kill My Husband Please 飾 胡文軒
- 2001年 《最後通牒》 Ultimatum 飾 葉天明
- 2001年 《困獸》 The Replacement Suspects
- 2002年 《橫行霸道》 Partners
- 2002年 《飛虎雄師》 The New Option 飾 Stone
- 2003年 《野獸特警2003》 The New Option 飾 Mike
- 2003年 《幕後殺手》 Backstage Killer
- 2004年 《魔幻廚房》 Magic Kitchen
- 2005年 《精武家庭》 House Of Fury 飾 ROCCO
- 2005年 《PTU女警之偶然陷阱》 PTU File:Death Trap
- 2005年 《情陷曼哈頓》 Manhattan Midnight
- 2005年 《七劍》 Seven Swords（客串）飾 哆格多親王
- 2009年 《竊聽風雲》Overheard 飾 馬志華
- 2010年 《槍王之王》Triple Tap 飾 江先生
- 2011年 《亲密敌人》Dear Enemy 飾 布兰登矿业首席执行官 欧文/Branden Mining CEO Owen
- 2012年 《大追捕》Nightfall 飾 徐翰林
- 2012年 《寒戰》Cold War 飾 香港警務處長 曾向榮
- 2013年 《光輝歲月》7 Assassins 飾 神父 方彼德
- 2013年 《飛虎出征》SDU: Sex Duties Unit 飾 飛虎隊指揮官
- 2013年 《風暴》Firestorm 重案組高階警官
- 2014年  From Vegas to Macau 飾 香港警官
- 2014年 《Delete愛人》飾 馬上發(第1次變身後)
- 2014年 《變形金剛4：絕跡重生》 飾 香港警務處處長
- 2014年 《Z風暴》Z Storm 飾  胡志勇律師
- 2014年 《屍城》
- 2015年 《絕地逃亡》飾  唐警官
- 2016年 《一棵心中的許願樹》
- 2018年 《逆向誘拐》飾 John
- 2018年 《棟篤特工》飾 艾卡巴
- 2019年 《追龍II：賊王》飾 賀不凡
- 2019年 《三重威脅之跨國大營救》
- 2019年 《宗師葉問》飾 三爺
- 2023年 《毒舌大狀》飾 董衛國
- 2024年 《臨時劫案》飾 炭哥
- 2024年 《焚城》飾 高培德/Peter Cowen
- 2025年 《終極拯救》(網絡電影)飾 吳萊昂
- 待定 《守闕者》飾

以下待查:
- 《流氓特警》 The Mob Cop
- 《不停站的列車》

### 電視劇
| 首播   | 劇名               | 角色          | 備註                     |
| 1999年 | 創世紀             | Barry         | 無綫電視                 |
| 2000年 | 創世紀II之天地有情 | Barry         | 無綫電視                 |
| 2006年 | 老馮日記           | 王敏德        | 無綫電視                 |
| 2007年 | 歲月風雲           | 韋 倫（Will） | 無綫電視；中港合作拍攝剧 |
| 2007年 | 特警出击           | -             | 港台                     |
| 2018年 | 飛虎之潛行極戰     | 戴德敬        | 邵氏兄弟                 |
| 2019年 | 飛虎之雷霆極戰     | 布 朗         | 邵氏兄弟                 |
| 2019年 | 扑通扑通的青春     | 六叔          | 优酷网络剧               |
| 2020年 | 非凡三俠           | 何 三（三哥） | 邵氏兄弟                 |
| 2022年 | 飛虎之壯志英雄     | Tylor Smith   | 邵氏兄弟                 |

### 音樂錄像
- 1994年 梅艷芳《朦朧夜雨裡》
- 2023年 林奕匡《台前幕後》

## 獎項
- 第33屆金馬獎最佳男主角提名 《飛虎》
- 第16屆香港電影金像獎最佳男主角提名 《飛虎》